# Chrysolina jenisseiensis
Chrysolina jenisseiensis là một loài bọ cánh cứng trong họ Chrysomelidae. Loài này được Breit miêu tả khoa học năm 1920.